# 茫丁乡
茫丁乡，是中华人民共和国新疆维吾尔自治区博尔塔拉蒙古自治州精河县下辖的一个乡镇级行政单位。

## 行政区划
茫丁乡下辖以下地区：
城关村、东关村、东庄村、皇宫北村、皇宫南村、新庄村、小庄子村、北地村、肖乃村、黑树窝村、沙滩村、河西村、夹巴沟村、五棵树村、蘑菇滩村、哈尔托热村、达流村、巴音阿门村和巴西庄子村。